# センジェ

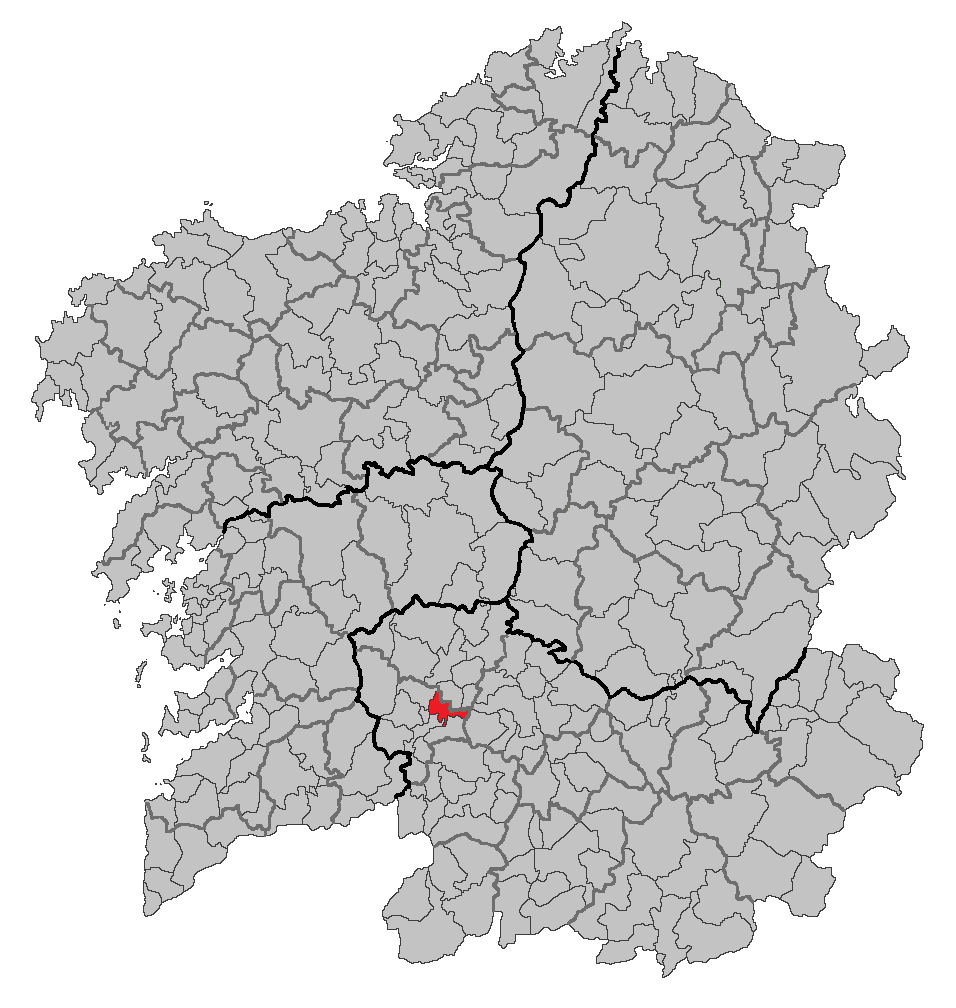
ガリシア州内の位置

センジェ（Cenlle）はスペイン、ガリシア州、オウレンセ県の自治体で、コマルカ・ド・リベイロに属する。ガリシア統計局によると、2013年の人口は1,278人（2011年：1,357人、2009年：1,431人、2003年：1,601人）。
ガリシア語話者の自治体住民に占める割合は70.67％（2011年）。

## 地理
センジェはオウレンセ県の西部に位置し、コマルカ・ド・リベイロに属する。北はサン・アマーロとプンシン、東はトエン、南はカストレーロ・デ・ミーニョとリバダビアとア・アルノイアと、西はベアーデとレイロの各自治体と隣接、自治体中心地区はラサモンデ教区のシュビン地区。
センジェはリバダビア司法管轄区に属す。

### 人口
住民は10の教区の27の地区（集落）に居住する。
| センジェの人口推移 1900－2010                           |
|                                                         |
| 出典:INE（スペイン国立統計局）1900年 - 1991年、1996年 - |

## 政治
自治体首長はガリシア国民党（PPdeG）のガブリエル・アレン・カストロ（Gabriel Alén Castro）、自治体評議員はガリシア国民党：7、ガリシア社会主義者党（PSdeG-PSOE）：1、ガリシア民族主義ブロック（BNG）：1となっている（2011年5月22日の自治体選挙結果、得票順）。
| 1999年6月13日自治体選挙 |        |        |          |
| 政党                    | 得票数 | 得票率 | 獲得議席 |
| PPdeG                   | 975    | 76.59% | 8        |
| BNG                     | 171    | 13.43% | 1        |
| PSdeG-PSOE              | 121    | 9.51%  | 0        |

| 2003年5月25日自治体選挙 |        |        |          |
| 政党                    | 得票数 | 得票率 | 獲得議席 |
| PPdeG                   | 902    | 72.74% | 7        |
| BNG                     | 177    | 14.27% | 1        |
| PSdeG-PSOE              | 150    | 12.10% | 1        |

| 2007年5月27日自治体選挙 |        |        |          |
| 政党                    | 得票数 | 得票率 | 獲得議席 |
| PPdeG                   | 739    | 61.23% | 6        |
| PSdeG-PSOE              | 277    | 22.95% | 2        |
| BNG                     | 185    | 15.33% | 1        |

| 2011年5月22日自治体選挙 |        |        |          |
| 政党                    | 得票数 | 得票率 | 獲得議席 |
| PPdeG                   | 665    | 65.91% | 7        |
| PSdeG-PSOE              | 173    | 17.15% | 1        |
| BNG                     | 159    | 15.76% | 1        |

## 教区
センジェは10の教区に分けられる。太字は自治体中心地区のある教区。
- ア・バルカ・デ・バルバンテス（サント・アントーニオ）
- センジェ（サンタ・マリーア）
- エスポセンデ（サンタ・マリーニャ）
- ライアス（サンタ・バイア）
- オスモ（サン・ミゲル）
- ア・ペーナ（サン・ロウレンソ）
- ラサモンデ（サンタ・マリーア）
- サドゥルニン（サン・ショアン）
- トラサリス（サンティアーゴ）
- ビラール・デ・レイ（サン・ミゲル）